# Danh sách thuật ngữ

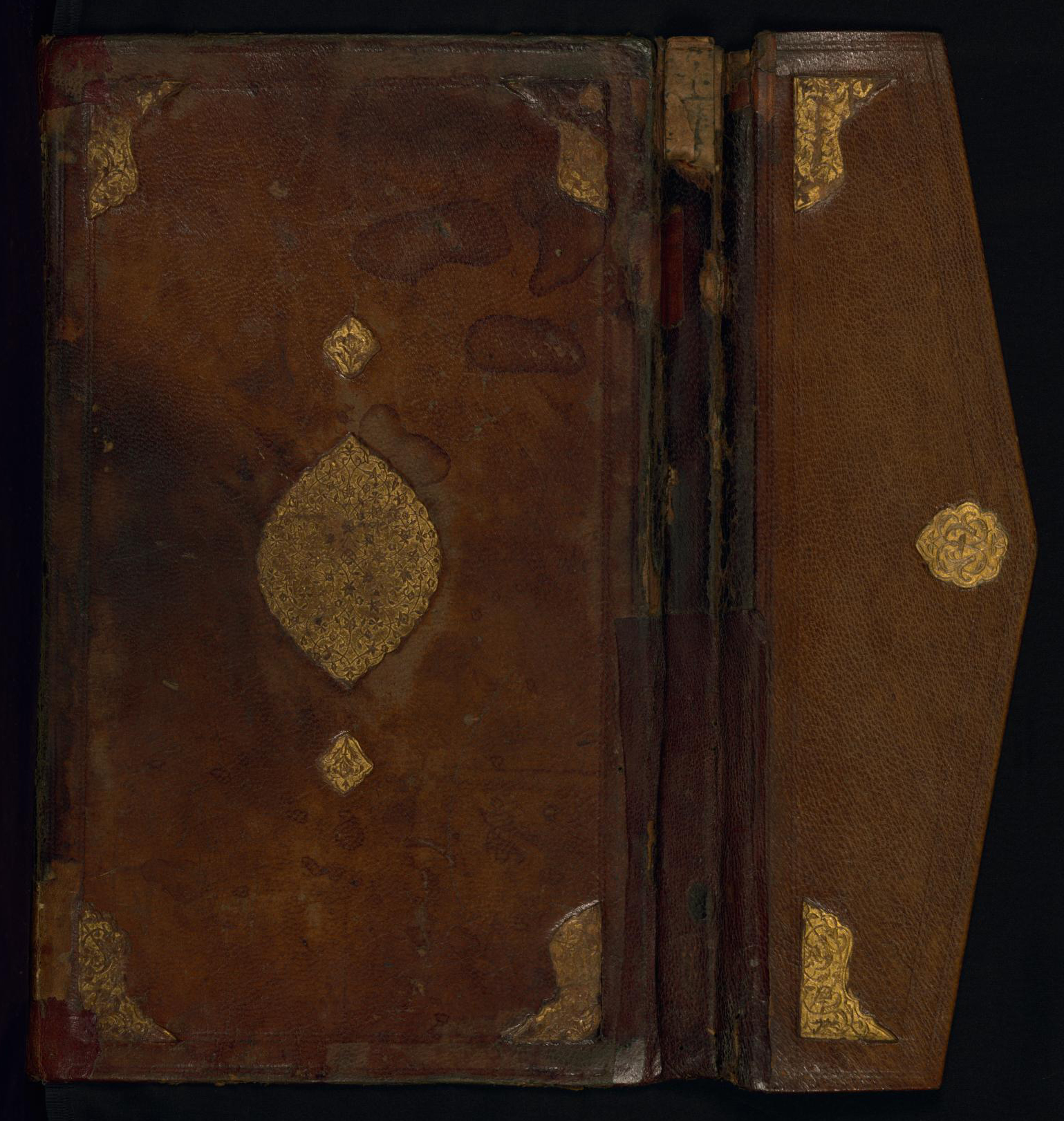
Danh sách thuật ngữ luật lệ Hồi giáo

Một danh sách thuật ngữ hay danh sách từ vựng (glossary) bao gồm các thuật ngữ thuộc về một phạm trù tri thức cụ thể được sắp xếp theo thứ tự ABC. Đi kèm với các thuật ngữ là các định nghĩa của mỗi thuật ngữ. Trước đây một danh sách thuật ngữ thường xuất hiện ở cuối một cuốn sách và bao gồm các thuật ngữ ít gặp, mới được giới thiệu hoặc thuật ngữ chuyên môn xuất hiện trong cuốn sách đó. Mặc dù các danh sách thuật ngữ thường gắn liên với các tác phẩm phi hư cấu, tuy nhiên một số tiểu thuyết hư cấu có thể bao gồm một danh sách các thuật ngữ ít quen thuộc với độc giả.
Ở nghĩa rộng hơn, một danh sách thuật ngữ bao gồm các phần giải thích các khái niệm liên quan tới một lĩnh vực nghiên cứu hoặc hoạt động cụ thể. Theo nghĩa này, danh sách thuật ngữ có liên quan tới khái niệm bản thể luận. Người ta đã tạo ra nhiều phương thức tự động để chuyển đổi một danh sách thuật ngữ thành một bản thể hoặc một kho từ vựng máy tính.